# Reg Parnell

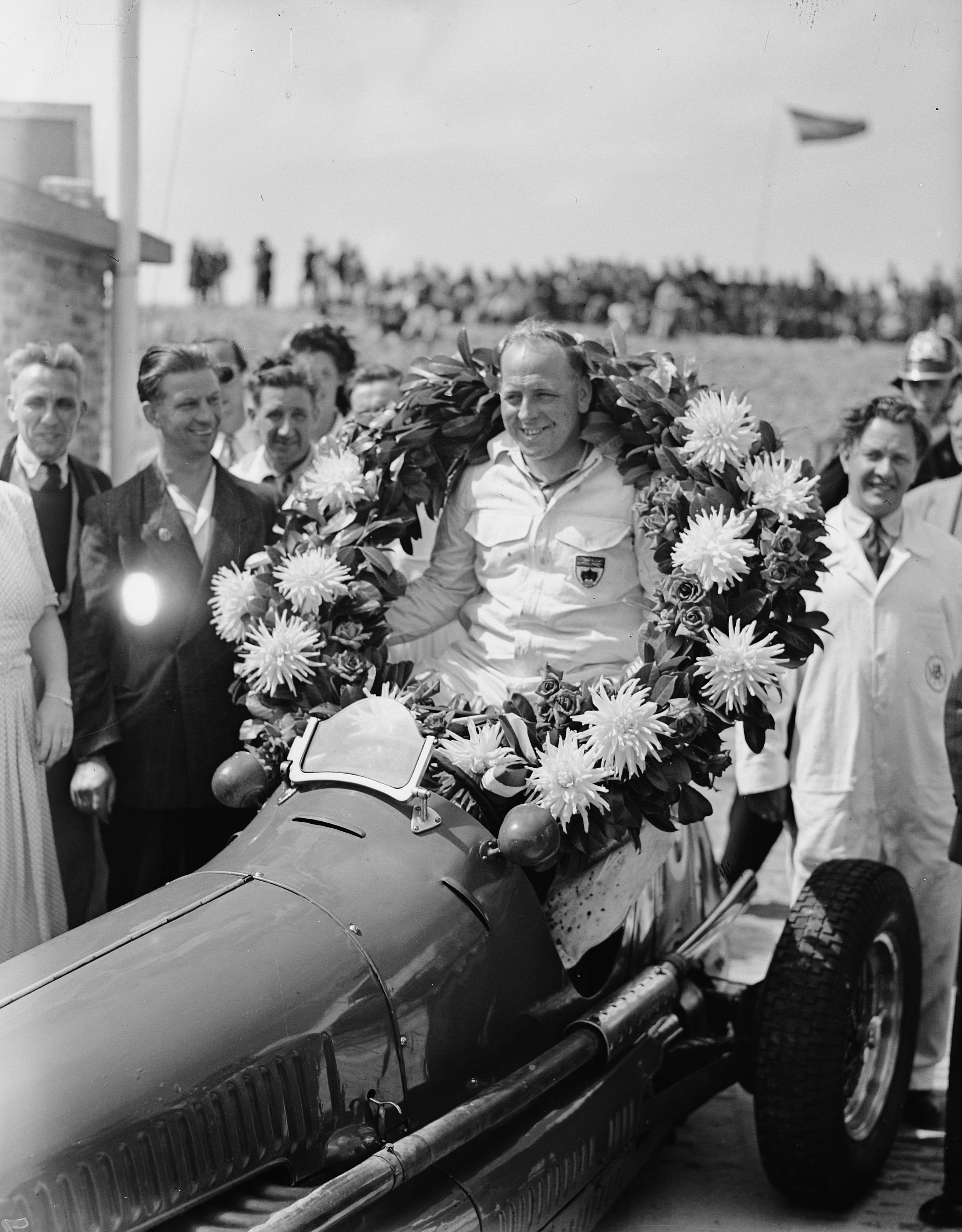
Reg Parnell in 1948

Reginald Harold Haslam Parnell (Derby, Derbyshire, 2 juli 1911 – aldaar, 7 januari 1964) was een Formule 1-coureur uit Engeland. Hij nam tussen 1950 en 1954 deel aan 7 Grands Prix voor de teams Alfa Romeo, BRM, Ferrari, Maserati en Cooper en scoorde hierin 1 podium en 9 WK-punten.